# Koppenaksfoort
Koppenaksfoort (Frans: Coppenaxfort) is een gehucht dat verspreid ligt over de Franse gemeenten Broekkerke, Kraaiwijk en Broekburg in het Noorderdepartement. Het ligt 2,5 kilometer ten zuidoosten van het centrum van Kraaiwijk. Het gehucht ligt aan de Broekburgvaart, nabij de samenvloeiing met het Afleidingskanaal van de Kolme (Dérivation de la Colme).

## Geschiedenis

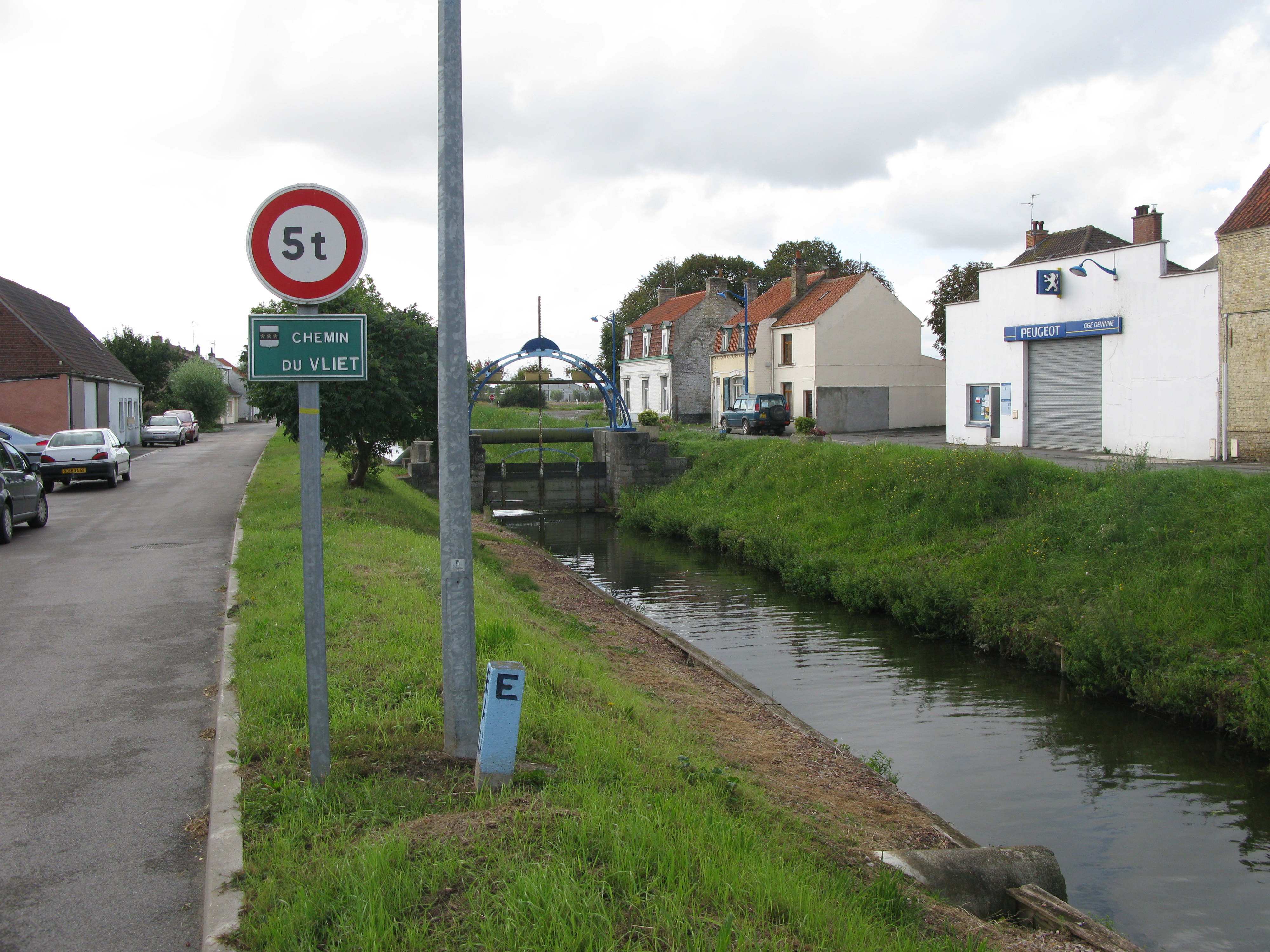
De Vliet in Koppenaksfoort

De nabijgelegen vestingstad Grevelingen viel in 1644 in Franse handen. Een andere nabijgelegen stad, Broekburg, bleef nog in Spaans-Nederlandse handen. Zij lieten een verdedigingsgracht graven van de stad recht naar de oversteek bij Coppenhaecq of Coppenax, waar ze een redoute optrokken. In de tweede helft van de 17de eeuw, toen dit fort was ontmanteld, groeide het gehucht Koppenaksfoort. Van 1670 tot 1685 werd het Canal de Bourbourg gegraven en de volgende eeuw groeide de nijverheid in het gehucht, zoals een zeildoekenfabriek en een textielfabriek. Halverwege de 19de eeuw kwam er een suikerfabriek, die uitgroeide tot een distilleerderij. In 1932 kwam hier ook het Afleidingskanaal van de Kolme, dat in 1967 werd verbreed.

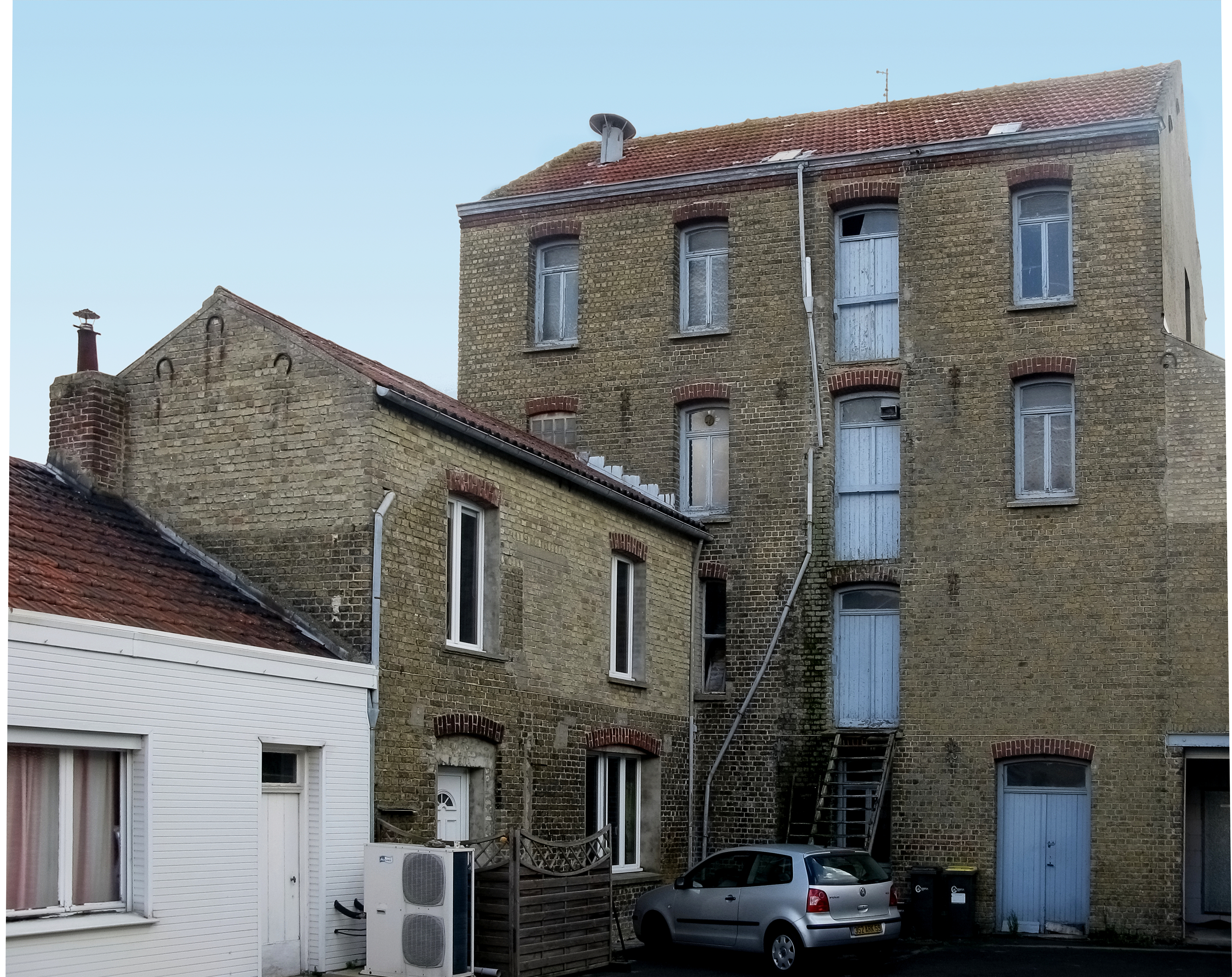
Chevaliermolen

## Nabijgelegen kernen
Kraaiwijk, Broekburg, Broekkerke, Klein-Sinten